# Josef Unschlicht

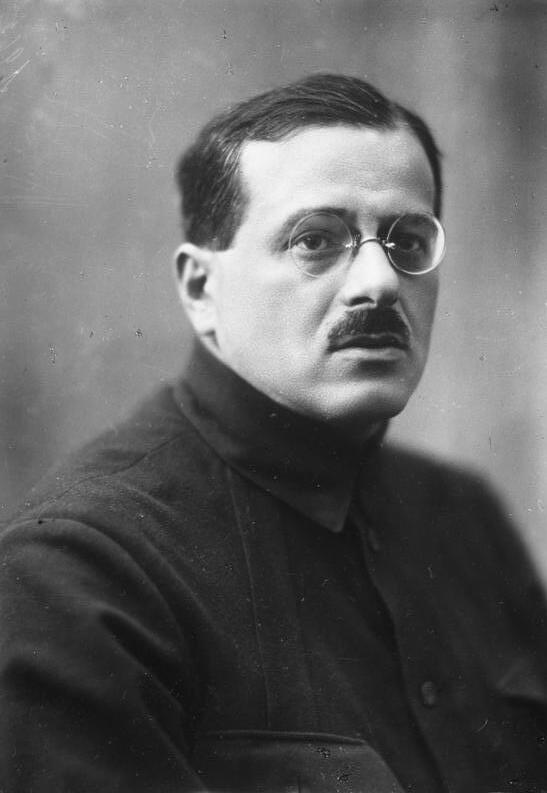
Josef Unschlicht (1930)

Josef Unschlicht, Kampfname: Jurowski und Leon (russisch Ио́сиф Станисла́вович У́ншлихт, wiss. Transliteration Iosif Stanislavovič Unšliht; polnisch Józef Stanisławowicz Unszlicht); (* 19.jul. / 31. Dezember 1879greg. in Mława, Russisch-Polen; † 29. Juli 1938 in Kommunarka bei Moskau), war ein polnischer Revolutionär, Tschekist und sowjetischer Parteifunktionär. In leitender Funktion war er stellvertretender Vorsitzender der Außerordentlichen Allrussischen Kommission zur Bekämpfung von Konterrevolution, Spekulation und Sabotage (kurz Tscheka) und OGPU (1921–1923) und stellvertretender Volkskommissar für Verteidigung (1925–1930).

## Werdegang
Wie Rosa Luxemburg und Leo Jogiches war Unschlicht jüdischer Abstammung und Mitglied der Sozialdemokratie des Königreichs Polen und Litauens (SDKPiL) und hatte bereits 1907 Lenin kennengelernt. Er war auch zur Verbannung nach Sibirien verurteilt.
Unschlicht wurde 1916 in Moskau vor Gericht gestellt, aber durch die Wirren der Februarrevolution 1917 befreit.
Im April 1917 wurde Unschlicht Mitglied des Petrograder Sowjet. In der Oktoberrevolution war er Schatzmeister im Militärrevolutionskomitee. Das Komitee bestand u. a. aus Molotow, Antonow-Owsejenko, Mechonoschin, Trotzki, Joffe, Swerdlow, Urizki, Gussew, Dserschinski und Lenin.
Am 6. März 1919 unterzeichnete er in Moskau als Vertreter der Kommunisten der Zweiten Polnischen Republik das Manifest der Kommunistischen Internationalen. Neben ihm unterzeichneten unter anderem als Vertreter für Deutschland: Max Albert (Pseudonym von Hugo Eberlein), für Russland: Lenin (Pseudonym von Wladimir Uljanow), für Deutsch-Österreich: K. Gruber (Pseudonym von Karl Steinhardt), von Schweden: Otto Grimlund, von der Schweiz: Fritz Platten, von den Vereinigten Staaten Nordamerikas: B. Reinstein, Finnlands: Yrjö Sirola, von Lettland: Karl Gailis und als Vertreter der deutschen Wolgakolonisten: Gustav Klinger.
Später war Unschlicht auch Kandidat (1925–1937) des Zentralkomitees (ZK) der WKP (B).
1920 war er im Polnisch-Sowjetischen Krieg bei den Truppen der Westfront der Roten Armee unter dem Befehl von Michail Nikolajewitsch Tuchatschewski als Mitglied des Revolutionären Kriegsrates (Kriegskommissar) eingesetzt.
Aber schon Ende Juli wurde er in dem von der Roten Armee besetzten Białystoker Gebiet in das Provisorische Polnische Revolutionskomitee delegiert. Unter Führung von Julian Marchlewski sowie Felix Dserschinski, Feliks Kon, Edward Próchniak und Josef Unschlicht arbeitete das Komitee an der Umsetzung der Sozialismus in Polen. Dem setzte aber die vernichtende Niederlage der Roten Armee bei Warschau ein Ende.
Als Stellvertreter von Trotzki im Revolutionären Kriegsrat begab sich Unschlicht 1923 illegal nach Deutschland, um bei der KPD den Umsturzversuch des Deutschen Oktobers herbeizuführen. So sollte er zum Beispiel die Bildung der Roten Armee in Deutschland überwachen.
Später tauchte Unschlicht als stellvertretender Vorsitzender der Chinesischen Kommission auf.
Im März 1926 wurden von General Hans von Seeckt und Generalmajor Otto Hasse auf deutscher Seite und Volkskommissar für das Kriegswesen Unschlicht auf der sowjetischen Seite Verhandlungen über eine militärische Zusammenarbeit in Berlin geführt. Diese Gespräche mündeten im April 1926 in einer geheimen Rüstungskooperation der deutschen Reichsregierung mit der Sowjetunion.
Unter seinem Vorsitz als stellvertretender Kriegskommissar bildete sich 1928 ein Komitee, welches den Beschluss fasste, unverzüglich zwei Eisbrecher zur Rettung der Nordpolexpedition von Umberto Nobile zu entsenden.
In der Zeit von 1930 bis 1935 gehörte Unschlicht dem Obersten Volkswirtschaftsrat der Sowjetunion an und war von 1933 bis 1935 Leiter der Hauptverwaltung für den zivilen Luftverkehr und danach Sekretär des Zentralen Exekutivkomitees der Sowjetunion.
Vom April 1935 bis zum Juni 1936 war Unschlicht in Abwesenheit von Jan Karlowitsch Bersin Leiter der Hauptverwaltung für Aufklärung.
Im Zuge der Stalinschen Säuberungen wurde auch Unschlicht am 11. Juni 1937 verhaftet und am 29. Juli 1938 auf dem Schießplatz Kommunarka bei Moskau erschossen.
1956 wurde er gemeinsam mit den Marschällen Wassili Konstantinowitsch Blücher und Alexander Iljitsch Jegorow rehabilitiert.

## Familie
Über seine Schwestern Zofia Unschlicht (Zofia Unszlicht-Osińska) (1881–1937), Stefanie Brun (Stefania Unszlicht-Brunowa) (1888–1947) und Helen Unschlicht ist nichts bekannt. Sein Cousin Julian Unschlicht (1883–1944) war ein Journalist. Später konvertierte er zum Katholizismus und wurde Priester.
Sein Neffe Max Maximov-Unschlicht leitete für 3 Jahre den sowjetischen Militärgeheimdienst GRU im Deutschen Reich. Er wurde ebenfalls 1937 ein Opfer der Stalinistischen Säuberungen.